# 愛媛県立今治西高等学校
愛媛県立今治西高等学校（えひめけんりついまばりにしこうとうがっこう）は、愛媛県今治市に所在する県立高等学校。

## 概観
1901年に愛媛県立西条中学校今治分校として設立。校訓は規定されていないが、伝統的に「螢雪」が使用されている。略称は「今西」「西高」。

## 沿革
（年表における主要な出典は公式サイト）
- 1901年（明治34年） - 愛媛県立西条中学校今治分校として越智郡日吉村に設立。
- 1905年 - 独立して愛媛県立今治中学校と改称。
- 1920年（大正9年） - 校舎新築に伴い今治市日吉甲501-2へ移転。
- 1948年（昭和23年） - 学制改革により愛媛県立今治第一高等学校となる。定時制課程設置(本校・菊間分校・北郷分校・桜井分校)。
- 1949年 - 高等学校再編成で愛媛県立今治西高等学校と改称。
- 1952年 - 工業科が愛媛県立今治工業高等学校として分離独立。北郷分校、桜井分校を廃止。
- 1957年 - 弓削分校（全日制）設置。既存の愛媛県立弓削高等学校（定時制）から岩城分校を移管。
- 1958年 - 弓削分校が分離独立。岩城分校を愛媛県立伯方高等学校に移管。
- 1968年 - 菊間分校を廃止。
- 1971年 - 定時制課程に看護科を設置。
- 2004年 - 看護科募集停止。
- 2005年 - 全日制普通科定員がそれまでの360名（40人×9学級）から320名（40人×8学級）となる。
- 2007年 - 本館改築工事完了。
- 2019年 - 愛媛県立伯方高等学校を愛媛県立今治西高等学校伯方分校として移管[9]。
- 2023年 ‐  全日制普通科定員がそれまでの320名　（40人×8学級）から280名（40人×7学級）とな　　　る。

## 基礎データ

### 校歌
- 1930年制定、1952年改訂。作詞：葛原しげる、作曲：小松耕輔[10][11]

### 通学区域
愛媛県立今治西高等学校の基本的な通学区域は、愛媛県東予地方（四国中央市、新居浜市、西条市、今治市、越智郡上島町）及び愛媛県松山市の一部（2004年12月31日時点における北条市の区域）である。

### 周辺
住宅地に囲まれた所に立地しており、学校周辺にはマンションやアパート、一戸建て住宅が多数立地している。
- 今治市立常盤小学校
- 愛媛県立今治南高等学校
- 今治市常盤町郵便局

### アクセス
- 西瀬戸自動車道（瀬戸内しまなみ海道）今治ICから車で約5 - 10分[12]。
- 今治小松自動車道湯ノ浦ICから車で約20分[12]。

## 生徒会活動・部活動など

### 部活動
（部活動における主要な出典は公式サイト）

### 体育部
- 応援
- 弓道
- 剣道
- サッカー
- 柔道
- 水泳
- ソフトテニス
- 卓球
- ダンス
- テニス
- 登山
- バレーボール
- ハンドボール
- ボート
- 野球
- 陸上競技
- 社会体育

野球部
- 野球部は、春14回、夏13回の甲子園出場経験があり、2007年夏に春夏通算30勝目（全国で30校目）を挙げた。ベスト4進出は春2回（1995年、1999年）、夏3回（1963年、1973年、1977年）ある。国民体育大会では2度優勝（1981年、2007年）した[14][15]。
- その一方で、2012年夏には、1回戦の対桐光学園戦で、桐光のエース・松井裕樹に22三振を奪われ、夏の1試合あたり歴代最多奪三振記録を作られた（試合は0対7で敗北）。1973年春には、準々決勝の対作新学院戦で、作新のエース・江川卓に20三振を奪われた（試合は0対3で敗北）[16]。
- 初出場は旧制今治中学時代の1918年夏であるが、この年に発生した米騒動の影響により、大会自体が中止となった[17]。

### 文化部
- 囲碁・将棋
- インターアクト
- 演劇
- 海外研究
- 自然科学部
- 華道
- 郷土芸能
- 吟詠剣詩舞
- コーラス
- 茶道
- 写真
- 手芸
- 食物
- 書道
- 新聞
- 吹奏楽
- 美術
- 文学
- 放送
- 文化芸能（かるた、俳句）

## 高校関係者と組織

### 高校関係者一覧

#### 旧制中学
- 青野寿郎 - 東京教育大学名誉教授、人文地理学
- 菊川忠雄 - 労働運動家、衆議院議員。洞爺丸事故で遭難
- 木原実 - 衆議院議員
- 八木徹雄 - 衆議院議員
- 田坂輝敬 - 元新日本製鐵社長
- 丹下健三 - 建築家
- 野間仁根 - 画家
- 森一生 - 映画監督
- 松本芳翠 - 書家
- 白石大二 - 元早稲田大学教授
- 藤田省三 - 政治学者

#### 新制高校

##### 学者
- 佐伯仁志 - 東京大学大学院法学政治学研究科教授、刑法学者
- 阿部顕三 - 大阪大学大学院経済学研究科教授、大阪大学元副学長[18]、経済学者
- 木村大治 - 京都大学大学院アジア・アフリカ地域研究研究科教授
- 渡辺順次 - 東京工業大学教授、化学者
- 渡部昭男 - 鳥取大学名誉教授、神戸大学教授
- 岩倉洋一郎 - 東京理科大学生命医科学研究所（実験動物学研究部門）教授、東京理科大学生命医科学研究所ヒト疾患モデル研究センター長[19]
- 菊川智文 - 政治研究者
- 池川玲子 - 歴史学者

##### 財界
- 波頭亮 - 経営戦略コンサルティングファーム社長
- 青野慶久 - サイボウズ代表取締役社長

##### 政治
- 青野勝 - 西条市長、東予市長
- 繁信順一 - 今治市長
- 白石洋一 - 衆議院議員
- 野間赳 - 参議院議員
- 山内和彦 - 政治家
- 山本順三 - 参議院議員、国家公安委員会委員長
- 徳永繁樹 - 今治市長、元愛媛県議会議員[20]
- 黒川敦彦 - 政治活動家、つばさの党代表

##### 行政
- 佐伯修司 - 総理府・総務官僚、独立行政法人統計センター理事長、総務省統計局統計高度利用特別研究官、同統計局長、同統計研究研修所長[21]
- 井手憲文 - 運輸省・国土交通官僚、観光庁長官
- 重松惠三 - 陸上自衛官、陸上自衛隊東部方面総監
- 長橋和久 - 建設・国土交通官僚、内閣官房復旧・復興支援総括官、総合政策局長
- 原島秀毅 - 外交官、駐マレーシア特命全権大使

##### スポーツ
- 河上道雄 - 元プロ野球選手
- 重松省三 - 元プロ野球選手
- 高井保弘 - 元プロ野球選手、代打本塁打日本記録保持者
- 武田勇 - 元プロ野球選手
- 武田康 - 元プロ野球選手
- 楠橋高幸 - 元プロ野球選手
- 藤本修二 - 元プロ野球選手
- 藤井秀悟 - 元プロ野球選手、現横浜DeNAベイスターズ球団広報兼打撃投手
- 渡辺弘 - 元プロ野球選手
- 熊代聖人 - 元プロ野球選手、現埼玉西武ライオンズ二軍外野守備・走塁コーチ
- 木村富士夫 - 元社会人野球選手
- 藤田和男 - 元社会人野球選手、元横浜DeNAベイスターズコーチ・現スカウト
- 矢野隆司 - 元社会人野球選手
- 渡部一治 - 元社会人野球選手
- 垂水稔朗 - ボクサー

##### マスコミ
- 長野翼 - 元フジテレビアナウンサー
- 武方直己 - TBS元アナウンサー
- 大澤やすのり（大澤寧工） - 愛媛朝日テレビアナウンサー
- 白石紘一 - 南海放送アナウンサー[22][23]
- 大下香奈 - 元テレビ愛媛アナウンサー[24]
- 吉井万結 - 元愛媛朝日テレビアナウンサー
- 井上愛梨 - 福井テレビジョン放送アナウンサー
- 八木菜緒 - 日本BS放送アナウンサー、元文化放送アナウンサー、元テレビ愛媛アナウンサー、元NHK高知放送局情報キャスター
- 清水克彦 - 文化放送プロデューサー、文化放送報道記者、政治・教育問題アナリスト、報道キャスター
- 長井健司 - ジャーナリスト
- 檜垣すみれ - 福岡放送アナウンサー

##### 芸術・芸能
- 白川在 - 建築家、法政大学兼任講師
- 智内兄助 - 日本画家
- MAYA MAXX - 画家
- 今柊二 - エッセイスト
- 西本ひろ子 - 元俳優
- 近藤等則 - ジャズ奏者
- 白鞘慧海 - シンガーソングライター、ゴスペルシンガー
- 永井誠一郎 - ミュージシャン
- 友近890 - シンガーソングライター
- 安永圭 - 漫画家
- かのうかりん - 絵本作家
- 鴨頭嘉人 - YouTuber
- 瀧川鯉太 - 落語家
- 安藤令奈 - タレント